# Syzygium velae
Syzygium velae är en myrtenväxtart som beskrevs av Bernard Patrick Matthew Hyland. Syzygium velae ingår i släktet Syzygium och familjen myrtenväxter. Inga underarter finns listade i Catalogue of Life.